# Maira sodalis
Maira sodalis là một loài ruồi trong họ Asilidae. Maira sodalis được Walker miêu tả năm 1858.